# La Mélancolite
La Mélancolite est une série numérique québécoise écrite par Bruno Blanchet, imaginée et réalisée par Arnaud Bouquet. La première saison de la série a été mise en ligne le 27 avril 2022 sur la plateforme de visionnement ICI TOU.TV.
Dans La mélancolite, l'humoriste et comédien Bruno Blanchet ressuscite ses personnages tels que Tite-Dent, Gros Gin et Les Coucous,  créés à l'époque des émissions La fin du monde est à 7h, N'ajustez pas votre sécheuse et Le Studio. 

## Synopsis
Bruno Blanchet reçoit un appel de son ami Guy Jodoin. Celui-ci ne va pas bien; il est atteint de la mélancolite. Bruno veut lui prouver que les gens ne l’ont pas oublié. Il amorce alors avec le neveu de Guy une course à travers le Québec afin de récolter des témoignages d’amour pour le guérir.

## Fiche technique
- Auteur : Bruno Blanchet
- Idée originale et réalisation : Arnaud Bouquet
- Production : Must Média
- Productrice exécutive : Véronique Dea
- Producteur délégué : Martin Rufiange
- Directeur photo : Yan Ladouceur
- Monteuse : Isabelle Malenfant
- Coloriste : Joseph Cadieux
- Musique originale : Jean-Olivier Bégin
- Mixage sonore : Francis Renaud-Legault
- Habillage graphique : Eltoro Studio
- Directeur artistique : Frédéric Joire
- Créatrice de costumes : Valérie Brousseau
- Directeur de location et régisseur de plateau : Jean-François Beaulieu
- Pays d'origine :  Canada
- Langue : français
- Durée : 9 à 14 minutes

## Distribution
- Bruno Blanchet : Bruno
- Guy Jodoin : Guy
- FouKi : Vincent
- Jade Barshee : Cédille
- Anne-Marie Losique : Anne-Marie
- Guylaine Tremblay : Guylaine
- Francis Reddy : François
- Christian Bégin : chef des motards
- Pat Lemaire : motard
- Emmanuel Auger : motard
- Marc Labrèche : Dieu
- Georges St-Pierre : GSP
- Gilbert Dumas : Marcel le garagiste
- Maxime Gervais : campagnard
- Anne-Marie Binette : campagnarde
- Bluka Paillé : enfant campagnard